# Fritz Boerckel
Fritz Boerckel, vollständiger Name Friedrich Karl Boerckel, (* 2. November 1898 in Mainz; † 24. März 1980 in Wiesbaden) war ein deutscher Jurist und zuletzt Richter am Bundesverwaltungsgericht. 

## Leben
Fritz Boerckel, Sohn des Bibliothekars und Schriftstellers Alfred Boerckel, studierte Rechtswissenschaften an der Universität Gießen, wo er 1923 zum Dr. jur. promoviert wurde. Nach dem Krieg war er Oberrechtsrat der Stadt Mainz, Regierungs-Vizepräsident im Regierungsbezirk Rheinhessen (1947–1950) und Senatspräsident der Mainzer Kammer des Bezirksverwaltungsgerichts Neustadt. Im Jahre 1957 wurde er zum Richter am Bundesverwaltungsgericht ernannt. 1966 trat er in den Ruhestand. Im selben Jahr wurde ihm das Große Verdienstkreuz der Bundesrepublik Deutschland verliehen.

## Veröffentlichungen
- Von der Haftungsbeschränkung des Spediteurs. Dissertation Gießen 1923 (daraus Auszüge in Auszüge aus den der Juristischen Fakultät der Universität Gießen vorgelegten Dissertationen. Band 4, Gießen 1924, S. 116–118).
- Ansprache des Präsidenten der Rheinischen Kultur-Gesellschaft Mainz, Herrn Dr. Fritz Boerckel, anläßlich der Akademischen Gründungsfeier am 16. Dezember 1945. Mainzer Druck- und Verlagsanstalt 1945.
- Über die teilweise Anfechtbarkeit der Wahl des Hauptpersonalrats. In: Die Personalvertretung. Fachzeitschrift des gesamten Personalwesens für Personalvertretungen und Dienststellen 1967, S. 84ff.
- Zur Frage des dritten Rechtszuges und der Einheitlichkeit der Rechtsprechung in Personalvertretersachen. In: Die Personalvertretung. Fachzeitschrift des gesamten Personalwesens für Personalvertretungen und Dienststellen 1967, S. 169ff.